# Leksička analiza
Leksička analiza ime je za proces raščlanjivanja znakova prilikom učitavanja izvornog koda računarskog programa, s ciljem da se proizvede izlaz kao niz simbola koji se zovu leksičke oznake (engl. lexical tokens) ili skraćeno oznake. Leksička analiza obično se radi s leksičkim analizatorom, posebnim programom koji učitava ulazne znakove i deli ih na posebne kategorije, koje zavise od programskog jezika, na primer: prepoznavanje varijabli, brojeva, znakovnih skupova, posebnih reči - naredbe. Nakon ovog raščlanjivanja, leksički analizator ovako raščlanjen izvorni kod provlači kroz deo programa koji pregleda sintaksu programa, koje se kasnije koristi za stvaranje izvršnog koda programa. Leksički analizator je moguće napisati ručno ili se pri tome mogu koristiti programi pomagači koji mogu (npr. LEX koji je dostupan u slobodnom opticaju). Leksička analiza je jedna od osnovnih operacija tokom prevođenja programa iz izvornog koda (viši programski jezik) u strojni jezik.